# كلاوس هينريتش
كلاوس هينريتش (بالألمانية: Klaus Heinrich)‏ هو كاتب وفيلسوف ألماني، ولد في 23 سبتمبر 1927 في برلين في ألمانيا.

## وصلات خارجية
- كلاوس هينريتش على موقع مونزينجر (الألمانية)